# Wolfram (imię)
Wolfram, Wulfram – imię męskie pochodzenia germańskiego, notowane w Polsce od 1393 roku, wywodzące się od niemieckich słów Wolf – wilk oraz hraban = Rabe – kruk, co interpretowane jest jako Wilk i kruk Odyna. 
W mitologii nordyckiej towarzyszyły bogu Odynowi dwa kruki – Hunin (Myśl) i Munin (Pamięć), oraz dwa wilki – Geri (Zachłanny) i Freki (Srogi). Imieniu temu patronuje św. Wulfram, arcybiskup Sens (zm. ok. 703 roku). Od imienia Wolfram wywodzi się być może nazwa pierwiastka chemicznego wolframu, jednakże inne teorie głoszą, iż nazwa ta nawiązuje raczej do słów Wolf – wilk oraz Ram – sadza, brud lub też Wolf oraz Rahm – piana, co byłoby kalką językową łacińskiego lupi spuma – wilcza piana.
Wolfram imieniny obchodzi 20 marca.
Osoby noszące to imię: 
- Wolfram von Eschenbach (ok. 1160/80–1220), niemiecki poeta,
- Wolfram Löwe, niemiecki piłkarz
- Wolfram Freiherr von Richthofen (1895–1945), niemiecki lotnik, dowódca Luftwaffe z czasów II wojny światowej,
- Wolfram Wuttke (ur. 1961), niemiecki piłkarz.

Osoby noszące to nazwisko:
- Stephen Wolfram (* 1959), brytyjski fizyk, założyciel Wolfram Research.